# Список переможців і фіналістів Суперкубка УЄФА

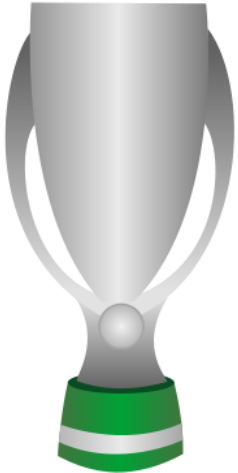
Трофей

Суперкубок УЄФА — щорічний футбольний турнір, заснований у 1972 році. У розіграші Суперкубка УЄФА беруть участь переможці Ліги чемпіонів УЄФА і Ліги Європи УЄФА.

## Матчі за Суперкубок

### Двоматчеві змагання
| Рік  | Команда-господар | Рахунок                                              | Команда-гість                                        | Арена                                                |
| ---- | --- | ---------------------------------------------------- | ---------------------------------------------------- | ---------------------------------------------------- |
| 1972 | Рейнджерс (КК) | 1–3                                                  | Аякс (ЛЧ)                                            | Айброкс, Глазго                                      |
| 1972 | Аякс | 3–2                                                  | Рейнджерс                                            | Де Мер, Амстердам                                    |
| 1972 | Аякс переміг 6–3 за сумою двох матчів                                                                                                 |                                                      |                                                      |                                                      |
| 1973 | Мілан (КК) | 1–0                                                  | Аякс (ЛЧ)                                            | Сан-Сіро, Мілан                                      |
| 1973 | Аякс | 6–0                                                  | Мілан                                                | Олімпійський стадіон, Амстердам                      |
| 1973 | Аякс переміг 6–1 за сумою двох матчів                                                                                                 |                                                      |                                                      |                                                      |
| 1974 | Не відбувся Баварія (ЛЧ) проти Магдебурга (КК)                                                                                        | Не відбувся Баварія (ЛЧ) проти Магдебурга (КК)       | Не відбувся Баварія (ЛЧ) проти Магдебурга (КК)       | Не відбувся Баварія (ЛЧ) проти Магдебурга (КК)       |
| 1974 | Не відбувся через політичні обставини                                                                                                 |                                                      |                                                      |                                                      |
| 1975 | Баварія (ЛЧ) | 0–1                                                  | Динамо Київ (КК)                                     | Олімпіаштадіон, Мюнхен                               |
| 1975 | Динамо Київ | 2–0                                                  | Баварія                                              | Республіканський стадіон, Київ                       |
| 1975 | Динамо Київ виграло 3–0 за сумою двох матчів                                                                                          |                                                      |                                                      |                                                      |
| 1976 | Баварія (ЛЧ) | 2–1                                                  | Андерлехт (КК)                                       | Олімпіаштадіон, Мюнхен                               |
| 1976 | Андерлехт | 4–1                                                  | Баварія                                              | Парк Астрид, Брюссель                                |
| 1976 | Андерлехт переміг 4–3 за сумою двох матчів                                                                                            |                                                      |                                                      |                                                      |
| 1977 | Гамбург (КК) | 1–1                                                  | Ліверпуль (ЛЧ)                                       | Фолькспаркштадіон, Гамбург                           |
| 1977 | Ліверпуль | 6–0                                                  | Гамбург                                              | Енфілд, Ліверпуль                                    |
| 1977 | Ліверпуль переміг 7–1 за сумою двох матчів                                                                                            |                                                      |                                                      |                                                      |
| 1978 | Андерлехт (КК) | 3–1                                                  | Ліверпуль (ЛЧ)                                       | Парк Астрид, Брюссель                                |
| 1978 | Ліверпуль | 2–1                                                  | Андерлехт                                            | Енфілд, Ліверпуль                                    |
| 1978 | Андерлехт переміг 4–3 за сумою двох матчів                                                                                            |                                                      |                                                      |                                                      |
| 1979 | Ноттінгем Форест (ЛЧ) | 1–0                                                  | Барселона (КК)                                       | Сіті Граунд, Ноттінгем                               |
| 1979 | Барселона | 1–1                                                  | Ноттінгем Форест                                     | Камп-Ноу, Барселона                                  |
| 1979 | Ноттінгем Форест переміг 2–1 за сумою двох матчів                                                                                     |                                                      |                                                      |                                                      |
| 1980 | Ноттінгем Форест (ЛЧ) | 2–1                                                  | Валенсія (КК)                                        | Сіті Граунд, Ноттінгем                               |
| 1980 | Валенсія | 1–0                                                  | Ноттінгем Форест                                     | Луїс Казанова Стадіум, Валенсія                      |
| 1980 | За сумою двох матчів: 2–2 Валенсія перемогла завдяки голу на виїзді                                                                   |                                                      |                                                      |                                                      |
| 1981 | Не відбувся Ліверпуль (ЛЧ) проти Динамо Тбілісі (КК)                                                                                  | Не відбувся Ліверпуль (ЛЧ) проти Динамо Тбілісі (КК) | Не відбувся Ліверпуль (ЛЧ) проти Динамо Тбілісі (КК) | Не відбувся Ліверпуль (ЛЧ) проти Динамо Тбілісі (КК) |
| 1981 | Не відбувся, оскільки Ліверпуль не знайшов часу для зустрічі з Динамо Тбілісі                                                         |                                                      |                                                      |                                                      |
| 1982 | Барселона (КК) | 1–0                                                  | Астон Вілла (ЛЧ)                                     | Камп-Ноу, Барселона                                  |
| 1982 | Астон Вілла | 3–0 дч                                               | Барселона                                            | Вілла Парк, Бірмінгем                                |
| 1982 | Астон Вілла перемогла 3–1 за сумою двох матчів                                                                                        |                                                      |                                                      |                                                      |
| 1983 | Гамбург (ЛЧ) | 0–0                                                  | Абердін (КК)                                         | Фолькспаркштадіон, Гамбург                           |
| 1983 | Абердін | 2–0                                                  | Гамбург                                              | Піттодрі Стадіум, Абердін                            |
| 1983 | Абердін переміг 2–0 за сумою двох матчів                                                                                              |                                                      |                                                      |                                                      |
| 1984 | Ювентус (КК) | 2–0                                                  | Ліверпуль (ЛЧ)                                       | Стадіо Комунале, Турин                               |
| 1986 | Стяуа Бухарест (ЛЧ) | 1–0                                                  | Динамо Київ (КК)                                     | Стадіон Луї II, Монако                               |
| 1986 | Проводився один матч на нейтральному стадіоні через політичні причини                                                                 |                                                      |                                                      |                                                      |
| 1987 | Аякс (КК) | 0–1                                                  | Порту (ЛЧ)                                           | Де Мер, Амстердам                                    |
| 1987 | Порту | 1–0                                                  | Аякс                                                 | Анташ, Порту                                         |
| 1987 | Порту переміг 2–0 за сумою двох матчів                                                                                                |                                                      |                                                      |                                                      |
| 1988 | Мехелен (КК) | 3–0                                                  | ПСВ (ЛЧ)                                             | Ахтер-де-Казерн, Мехелен                             |
| 1988 | ПСВ | 1–0                                                  | Мехелен                                              | Філіпс Стадіон, Ейндговен                            |
| 1988 | Мехелен переміг 3–1 за сумою двох матчів                                                                                              |                                                      |                                                      |                                                      |
| 1989 | Барселона (КК) | 1–1                                                  | Мілан (ЛЧ)                                           | Камп-Ноу, Барселона                                  |
| 1989 | Мілан | 1–0                                                  | Барселона                                            | Сан-Сіро, Мілан                                      |
| 1989 | Мілан переміг 2–1 за сумою двох матчів                                                                                                |                                                      |                                                      |                                                      |
| 1990 | Сампдорія (КК) | 1–1                                                  | Мілан (ЛЧ)                                           | Стадіо Луїджі Ферраріс, Генуя                        |
| 1990 | Мілан | 2–0                                                  | Сампдорія                                            | Сан-Сіро, Мілан                                      |
| 1990 | Мілан переміг 3–1 за сумою двох матчів                                                                                                |                                                      |                                                      |                                                      |
| 1991 | Манчестер Юнайтед (КК) | 1–0                                                  | Црвена Звезда (ЛЧ)                                   | Олд-Траффорд, Манчестер                              |
| 1991 | Проводився лише один матч, оскільки політична ситуація у Белграді була напруженою.                                                    |                                                      |                                                      |                                                      |
| 1992 | Вердер Бремен (КК) | 1–1                                                  | Барселона (ЛЧ)                                       | Везерштадіон, Бремен                                 |
| 1992 | Барселона | 2–1                                                  | Вердер Бремен                                        | Камп-Ноу, Барселона                                  |
| 1992 | Барселона перемогла 3–2 за сумою двох матчів                                                                                          |                                                      |                                                      |                                                      |
| 1993 | Парма (КК) | 0–1                                                  | Мілан (ЛЧ)                                           | Еніо Тардіні, Парма                                  |
| 1993 | Мілан | 0–2 дч                                               | Парма                                                | Сан-Сіро, Мілан                                      |
| 1993 | Парма перемогла 2–1 за сумою двох матчів Зауваження: Переможець Ліги чемпіонів Олімпік (Марсель) було дискваліфіковано за хабарництво |                                                      |                                                      |                                                      |
| 1994 | Арсенал (КК) | 0–0                                                  | Мілан (ЛЧ)                                           | Хайбері, Лондон                                      |
| 1994 | Мілан | 2–0                                                  | Арсенал                                              | Сан-Сіро, Мілан                                      |
| 1994 | Мілан переміг 2–0 за сумою двох матчів                                                                                                |                                                      |                                                      |                                                      |
| 1995 | Реал Сарагоса (КК) | 1–1                                                  | Аякс (ЛЧ)                                            | Ромареда, Сарагоса                                   |
| 1995 | Аякс | 4–0                                                  | Реал Сарагоса                                        | Олімпійський стадіон, Амстердам                      |
| 1995 | Аякс переміг 5–1 за сумою двох матчів                                                                                                 |                                                      |                                                      |                                                      |
| 1996 | Парі Сен-Жермен (КК) | 1–6                                                  | Ювентус (ЛЧ)                                         | Парк-де-Пренс, Париж                                 |
| 1996 | Ювентус | 3–1                                                  | Парі Сен-Жермен                                      | Стадіо ля Фаворіта, Палермо                          |
| 1996 | Ювентус виграв 9–2 за сумою двох матчів                                                                                               |                                                      |                                                      |                                                      |
| 1997 | Барселона (КК) | 2–0                                                  | Боруссія Дортмунд (ЛЧ)                               | Камп-Ноу, Барселона                                  |
| 1997 | Боруссія Дортмунд | 1–1                                                  | Барселона                                            | Вестфаленштадіон, Дортмунд                           |
| 1997 | Барселона перемогла 3–1 за сумою двох матчів                                                                                          |                                                      |                                                      |                                                      |

- дч — додатковий час
- (ЛЧ) команда пройшла до Суперкубка з Кубка європейських чемпіонів
- (КК) команда пройшла до Суперкубка з Кубка Кубків

### Одноматчеві змагання
| Рік  | Переможець Ліги чемпіонів УЄФА | Рахунок        | Переможець Ліги Європи УЄФА | Арена                                                 | Суддя              |
| ---- | ------------------------------ | -------------- | --------------------------- | ----------------------------------------------------- | ------------------ |
| 1998 | Реал Мадрид                    | 0–1            | Челсі                       | «Луї II», Монако, Монако                              | Марк Батта         |
| 1999 | Манчестер Юнайтед              | 0–1            | Лаціо                       | «Луї II», Монако, Монако                              | Ришард Вуйцик      |
| 2000 | Реал Мадрид                    | 1–2 (дч)       | Галатасарай                 | «Луї II», Монако, Монако                              | Гюнтер Бенке       |
| 2001 | Баварія                        | 2–3            | Ліверпуль                   | «Луї II», Монако, Монако                              | Вітор Мелу Перейра |
| 2002 | Реал Мадрид                    | 3–1            | Феєнорд                     | «Луї II», Монако, Монако                              | Г'ю Даллас         |
| 2003 | Мілан                          | 1–0            | Порту                       | «Луї II», Монако, Монако                              | Грехем Бербер      |
| 2004 | Порту                          | 1–2            | Валенсія                    | «Луї II», Монако, Монако                              | Тер'є Хауге        |
| 2005 | Ліверпуль                      | 3–1 (дч)       | ЦСКА                        | «Луї II», Монако, Монако                              | Рене Теммінк       |
| 2006 | Барселона                      | 0–3            | Севілья                     | «Луї II», Монако, Монако                              | Стефано Фаріна     |
| 2007 | Мілан                          | 3–1            | Севілья                     | «Луї II», Монако, Монако                              | Конрад Плауц       |
| 2008 | Манчестер Юнайтед              | 1–2            | Зеніт                       | «Луї II», Монако, Монако                              | Клаус Бо Ларсен    |
| 2009 | Барселона                      | 1–0 (дч)       | Шахтар                      | «Луї II», Монако, Монако                              | Франк Де Блеккере  |
| 2010 | Інтернаціонале                 | 0–2            | Атлетіко                    | «Луї II», Монако, Монако                              | Массімо Бузакка    |
| 2011 | Барселона                      | 2–0            | Порту                       | «Луї II», Монако, Монако                              | Бйорн Кейперс      |
| 2012 | Челсі                          | 1–4            | Атлетіко                    | «Луї II», Монако, Монако                              | Дамир Скомина      |
| 2013 | Баварія                        | 2–2 (5–4 пен.) | Челсі                       | «Еден Арена», Прага, Чехія                            | Юнас Ерікссон      |
| 2014 | Реал Мадрид                    | 2–0            | Севілья                     | «Кардіфф Сіті Стедіум», Кардіфф, Уельс                | Марк Клаттенбург   |
| 2015 | Барселона                      | 5–4 (дч)       | Севілья                     | «Динамо Арена імені Бориса Пайчадзе», Тбілісі, Грузія | Вільям Коллам      |
| 2016 | Реал Мадрид                    | 3–2 (дч)       | Севілья                     | «Леркендал», Тронгейм, Норвегія                       | Милорад Мажич      |
| 2017 | Реал Мадрид                    | 2–1            | Манчестер Юнайтед           | «Філіпп II Македонський», Скоп'є, Македонія           | Джанлука Роккі     |
| 2018 | Реал Мадрид                    | 2–4 (дч)       | Атлетіко                    | «А. Ле Кок Арена», Таллінн, Естонія                   | Шимон Марциняк     |
| 2019 | Ліверпуль                      | 2–2 (5–4 пен.) | Челсі                       | «Водафон Парк», Стамбул, Туреччина                    | Стефані Фраппар    |
| 2020 | Баварія                        | 2–1 (дч)       | Севілья                     | «Пушкаш-Арена», Будапешт, Угорщина                    | Ентоні Тейлор      |
| 2021 | Челсі                          | 1–1 (6–5 пен.) | Вільярреал                  | «Віндзор Парк», Белфаст, Північна Ірландія            | Сергій Карасьов    |
| 2022 | Реал Мадрид                    | 2–0            | Айнтрахт                    | «Олімпійський стадіон», Гельсінкі, Фінляндія          | Майкл Олівер       |
| 2023 | Манчестер Сіті                 | 1–1 (5–4 пен.) | Севілья                     | «Георгіос Караїскакіс», Пірей, Греція                 | Франсуа Летексьє   |
| 2024 | Реал Мадрид                    | 2–0            | Аталанта                    | «Національний стадіон», Варшава, Польща               | Сандро Шерер       |
| 2025 | Парі Сен-Жермен                | 2–2 (4–3 пен.) | Тоттенгем Готспур           | «Фріулі», Удіне, Італія                               | Жуан Піньєйру      |

## Найбільше перемог
|    | Команда            | Перемог | Других місць |
| -- | ------------------ | ------- | ------------ |
| 1  | Реал Мадрид        | 6       | 3            |
| 2  | Барселона          | 5       | 4            |
| 3  | Мілан              | 5       | 2            |
| 4  | Ліверпуль          | 4       | 2            |
| 5  | Аякс               | 3       | 1            |
| 6  | Атлетіко           | 3       | 0            |
| 7  | Баварія            | 2       | 3            |
| 7  | Челсі              | 2       | 3            |
| 9  | Валенсія           | 2       | 0            |
| 9  | Ювентус            | 2       | 0            |
| 9  | Андерлехт          | 2       | 0            |
| 12 | Севілья            | 1       | 6            |
| 13 | Манчестер Юнайтед  | 1       | 3            |
| 14 | Порту              | 1       | 2            |
| 15 | Динамо Київ        | 1       | 1            |
| 15 | Ноттінгем Форест   | 1       | 1            |
| 15 | Парі Сен-Жермен    | 1       | 1            |
| 17 | Астон Вілла        | 1       | 0            |
| 17 | Абердін            | 1       | 0            |
| 17 | Стяуа Бухарест     | 1       | 0            |
| 17 | Мехелен            | 1       | 0            |
| 17 | Парма              | 1       | 0            |
| 17 | Лаціо              | 1       | 0            |
| 17 | Галатасарай        | 1       | 0            |
| 17 | Зеніт              | 1       | 0            |
| 17 | Манчестер Сіті     | 1       | 0            |
| 26 | Гамбург            | 0       | 2            |
| 27 | Рейнджерс          | 0       | 1            |
| 27 | ПСВ                | 0       | 1            |
| 27 | Сампдорія          | 0       | 1            |
| 27 | Црвена Звезда      | 0       | 1            |
| 27 | Вердер Бремен      | 0       | 1            |
| 27 | Арсенал            | 0       | 1            |
| 27 | Реал Сарагоса      | 0       | 1            |
| 27 | Боруссія Дортмунд  | 0       | 1            |
| 27 | Феєнорд            | 0       | 1            |
| 27 | ЦСКА Москва        | 0       | 1            |
| 27 | Шахтар Донецьк     | 0       | 1            |
| 27 | Вільярреал         | 0       | 1            |
| 27 | Айнтрахт Франкфурт | 0       | 1            |
| 27 | Аталанта           | 0       | 1            |
| 27 | Тоттенгем Готспур  | 0       | 1            |

## Переможці за країною
| Країна     | Переможців | Фіналістів | Клуби-переможці                                                                                            |
| ---------- | ---------- | ---------- | --- |
| Іспанія    | 17         | 15         | Реал Мадрид (6), Барселона (5), Атлетіко (3), Валенсія (2), Севілья (1)                                    |
| Англія     | 10         | 11         | Ліверпуль (4), Челсі (2), Ноттінгем Форест (1), Астон Вілла (1), Манчестер Юнайтед (1), Манчестер Сіті (1) |
| Італія     | 9          | 5          | Мілан (5), Ювентус (2), Парма (1), Лаціо (1)                                                               |
| Нідерланди | 3          | 3          | Аякс (2)                                                                                                   |
| Бельгія    | 3          | 0          | Андерлехт (2), Мехелен (1)                                                                                 |
| Німеччина  | 2          | 8          | Баварія (2)                                                                                                |
| Португалія | 1          | 3          | Порту (1)                                                                                                  |
| Україна    | 1          | 2          | Динамо (1)                                                                                                 |
| Росія      | 1          | 1          | Зеніт (1)                                                                                                  |
| Франція    | 1          | 1          | Парі Сен-Жермен (1)                                                                                        |
| Шотландія  | 1          | 1          | Абердін (1)                                                                                                |
| Румунія    | 1          | 0          | Стяуа Бухарест (1)                                                                                         |
| Туреччина  | 1          | 0          | Галатасарай (1)                                                                                            |
| Сербія     | 0          | 1          | |

## Переможці за кубком
|   | Кубок                                           | Чемпіонів | Фіналістів |
| - | ----------------------------------------------- | --------- | ---------- |
| 1 | Кубок європейських чемпіонів або Ліга чемпіонів | 29        | 20         |
| 2 | Кубок володарів кубків                          | 12        | 12         |
| 3 | Кубок УЄФА або Ліга Європи                      | 8         | 17         |